# Paracrifiàcies
Les paracrifiàcies (Paracryphiaceae) són l'única família de plantes angiospermes de l'ordre monotípic de les paracrifials (Paracryphiales), dins del clade de les campanúlides, un subclade de les astèrides. Són plantes natives de Nova Guinea, les Filipines, Vanuatu, Nova Caledònia, Austràlia tropical i Nova Zelanda.

## Descripció
Són arbusts, arbres mitjans i petits o lianes. Les fulles, amb el marge serrat o enter, es disposen de manera alterna o verticil·lada. Flors hermafrodites o andromonoiques agrupades en inflorescències en panícula o racemoses. Fruit en càpsula amb dehiscència septicida.

## Taxonomia
La família de les paracrifiàcies va ser publicada per primer cop l'any 1965 a la revista Kew Bulletin pel botànic anglès Herbert Kenneth Airy Shaw (1902-1985).

### Gèneres
Dins d'aquesta família es reconeixen els tres gèneres següents:
- Paracryphia Baker f.
- Quintinia A.DC.
- Sphenostemon Baill.

## Història taxonòmica
A la classificació clàssica de les plantes del Sistema Cronquist (1981) les paracrifiàcies eren dins l'ordre de les teals
El primer sistema APG (1998) va reconèixer la família de les paracrifiàcies però la va deixar sense classificar dins de cap ordre, va quedar dins d'un grup especial de famílies de posició incerta. La incertesa va disminuir a la segona versió, APG II (2003), aquesta família va quedar dins del clade de les euastèrides II però encara sense ser assignada a cap ordre. El tercer sistema APG, APG III (2009), va resoldre la ubicació de les paracrifiàcies adoptant un ordre específic, el de les paracrifials, dins del clade de les campanúlides. Aquesta situació es manté sense canvis al vigent sistema APG IV.